# Warmond
Warmond est un village situé dans la commune néerlandaise de Teylingen, dans la province de la Hollande-Méridionale. Le 1er janvier 2005, le village comptait 4 915 habitants.

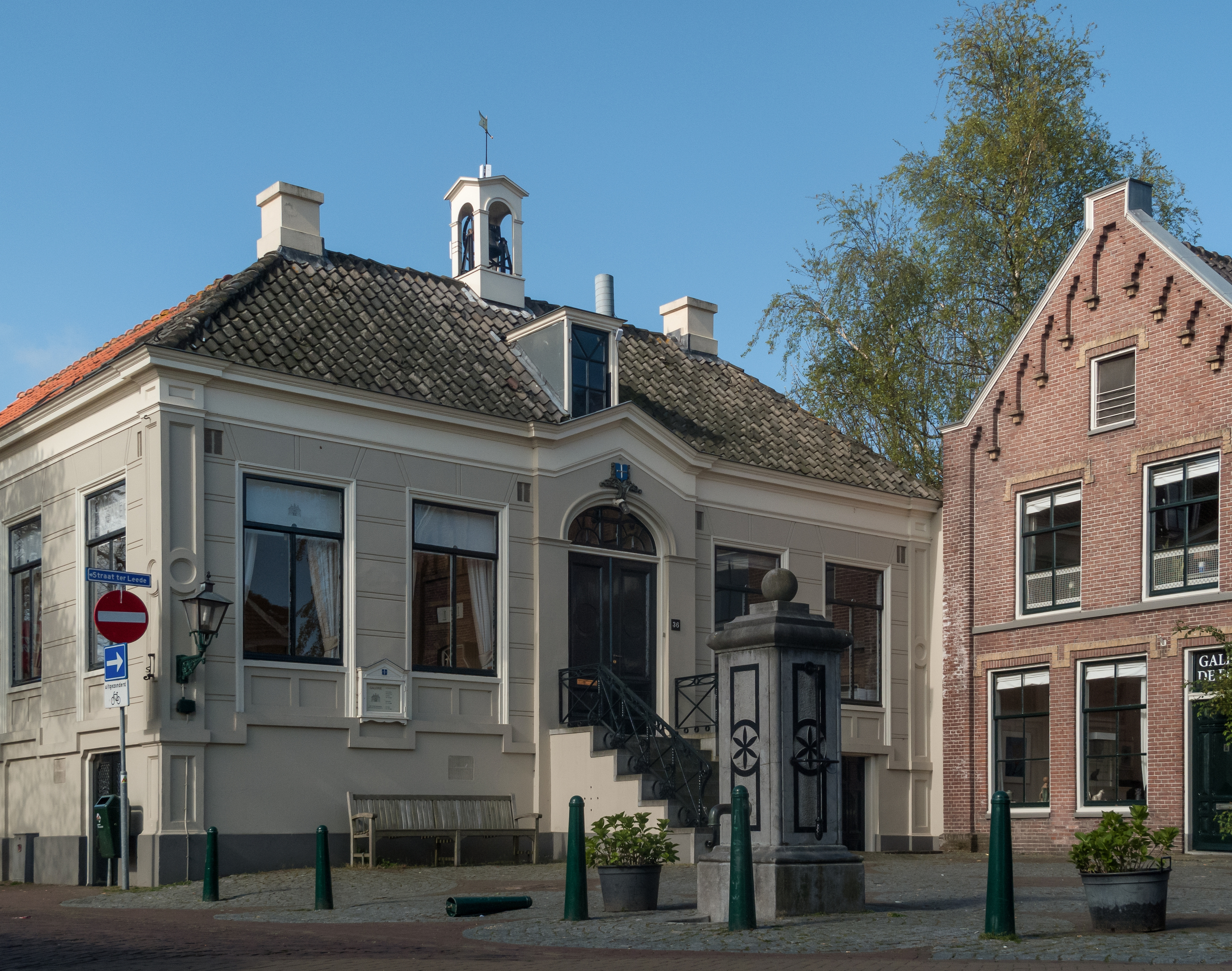
Warmond, l'ancien hôtel de ville.

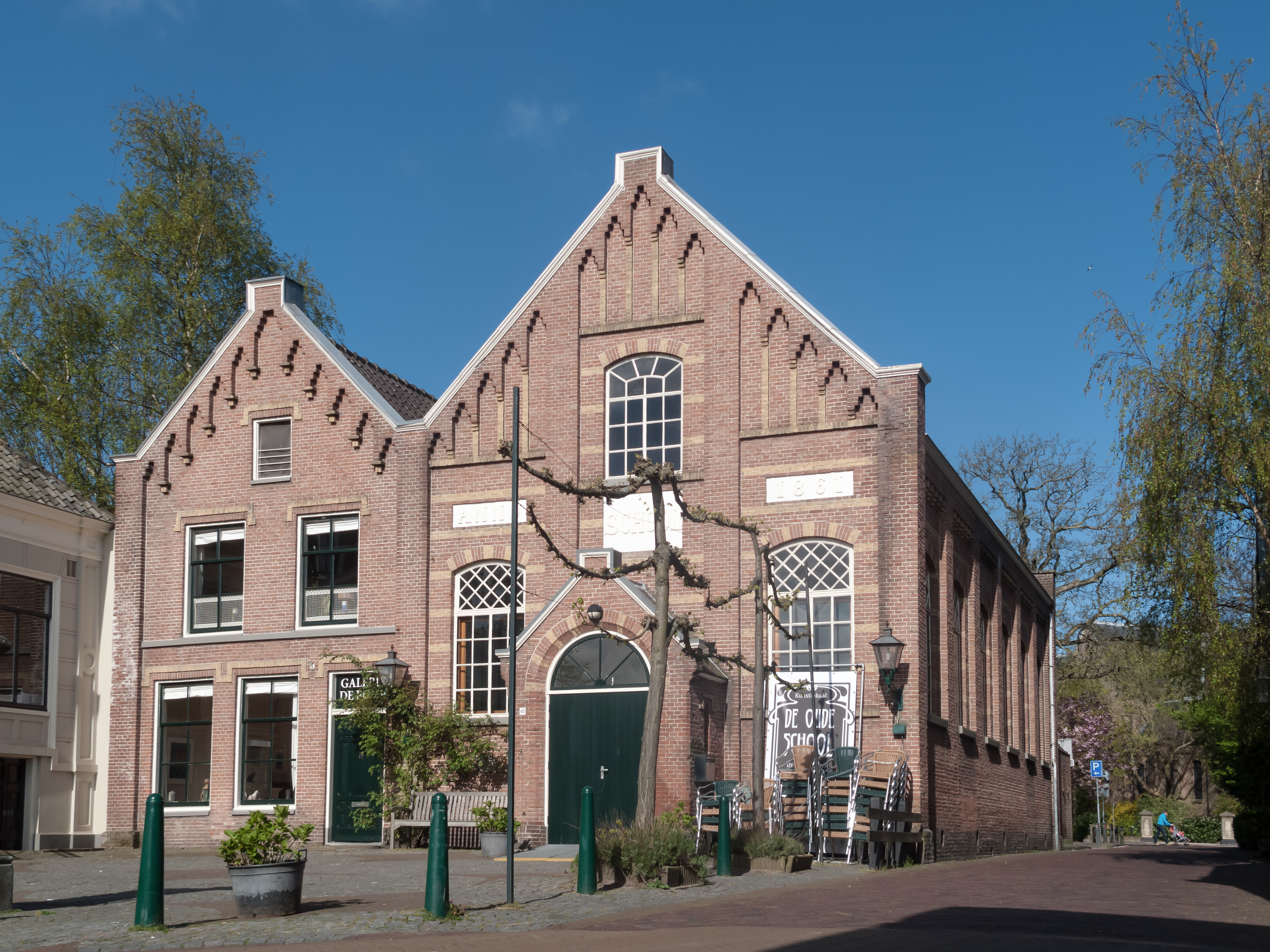
Warmond, restaurant dans bâtiment monumental.

## Histoire
Warmond a été une commune indépendante jusqu'au 1er janvier 2006. À cette date, elle fusionne avec Voorhout et Sassenheim pour former la nouvelle commune de Teylingen.

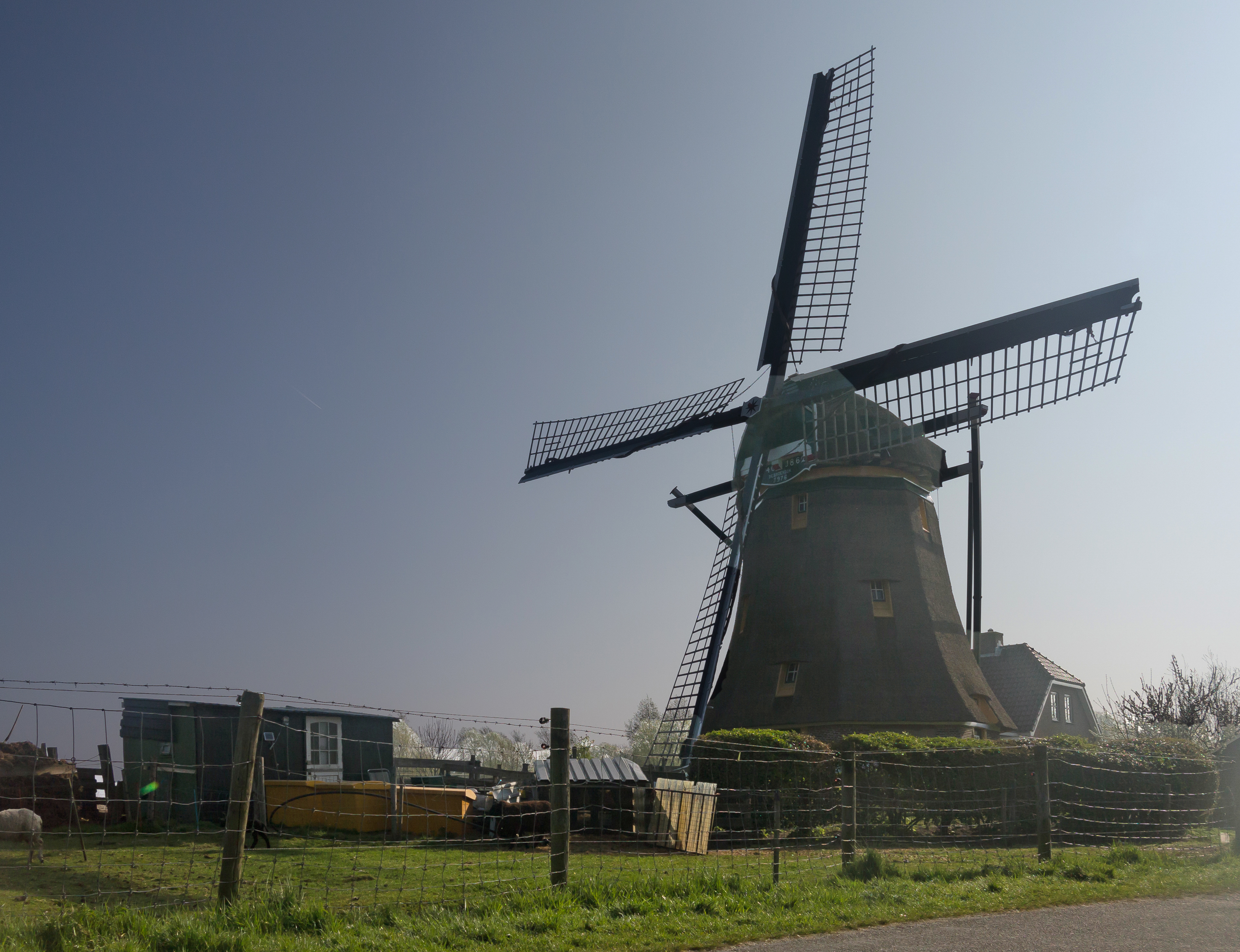
Warmond, le moulin : de Broekdijkmolen.